# صوفيا سكوموروخ
صوفيا بافلوفنا سكوموروخ (الروسية: Софья Павловна Скоморох، من مواليد 18 أغسطس 1999 في أومسك، روسيا) هي لاعبة جمباز إيقاعي روسية، حصلت على الميدالية الذهبية في بطولة العالم للجمباز الإيقاعي 2015 في حدث مجموعة الشاملة لعام 2015 ، والبطلة الشاملة لمجموعة الألعاب الأوروبية لعام 2015. على مستوى المبتدئين، فهي بطلة للمجموعة الأولمبية للشباب عام 2014 والبطولة الشاملة لمجموعة الناشئين الأوروبية لعام 2013.

## روابط خارجية
- Sofya Skomorokh في الاتحاد الدولي للجمباز

- Sofya Skomorokh at the 2014 Youth Olympic Games على موقع واي باك مشين (نسخة محفوظة mdy)
- Sofya Skomorokh في موقع أوليمبيديا
- Sofia Skomorokh على إنستغرام